# Brasowe
Brasowe (do 2009 Braszowe) (niem. Braschowe) – przysiółek wsi Tanina w Polsce, położony w województwie śląskim, w powiecie lublinieckim, w gminie Herby.
W latach 1975–1998 przysiółek administracyjnie należał do województwa częstochowskiego.

## Nazwa
W alfabetycznym spisie miejscowości na terenie Śląska wydanym w 1830 roku we Wrocławiu przez Johanna Knie przysiółek występuje pod obecną, polską nazwą Brasowe, która była wówczas używana zarówno w języku polskim jak i niemieckim.
Również spis geograficzno-topograficzny miejscowości leżących w Prusach z 1835 roku notuje polską nazwę miejscowości Brasowe podając również  zgermanizowaną nazwę - Brossow.